# Brasil en los Juegos Olímpicos de Lillehammer 1994
Brasil estuvo representado en los Juegos Olímpicos de Lillehammer 1994 por un deportista masculino que compitió en esquí alpino.
El portador de la bandera en la ceremonia de apertura fue el esquiador alpino Lothar Christian Munder. El equipo olímpico brasileño no obtuvo ninguna medalla en estos Juegos.